# Goldach (Szwajcaria)
Goldach – miejscowość i gmina we wschodniej Szwajcarii, w kantonie St. Gallen, w okręgu Rorschach. Leży nad Jeziorem Bodeńskim. 

## Demografia
W Goldach mieszka 9 521 osób. W 2021 roku 25,9% populacji gminy stanowiły osoby urodzone poza Szwajcarią. 

## Transport
Przez teren gminy przebiegają autostrada A1 oraz drogi główne nr 7 nr 13.